# World Basketball League
La World Basketball League (WBL) è stata una lega professionistica estiva di pallacanestro negli Stati Uniti d'America e in Canada. Fu fondata come International Basketball Association nel novembre 1987, ma cambiò denominazione prima dell'inizio della stagione inaugurale. La principale caratteristica fu quella di avere un limite massimo di altezza per i giocatori. Erano infatti ammessi solo giocatori alti 1,95 m (6'5") o meno. Il limite venne alzato a 2,01 m (6'7") nel 1992.
Oltre ai canonici incontri tra squadre della lega, venivano disputate anche partite con squadre internazionali.
La lega disputò quattro stagioni complete, prima di fallire nel corso della stagione 1992.
Dopo il fallimento, le squadre canadesi rimanenti formarono la National Basketball League.

## Squadre
| Squadra                  | Città        | Arena                             | Stagioni  | Note                                                |
| Calgary 88's             | Calgary      | Olympic Saddledome                | 1988-1992 |                                                     |
| Chicago Express          | Chicago      | Rosemont Horizon                  | 1988      | Trasferiti a Springfield dopo la stagione 1988      |
| Dayton Wings             | Dayton       | Ervin J. Nutter Center            | 1991-1992 | Falliti durante la stagione, il 31 luglio 1992      |
| Erie Wave                | Erie         | Louis J. Tullio Center            | 1990-1992 | Falliti durante la stagione, il 20 luglio 1992      |
| Florida Jades            | Boca Raton   | Florida Atlantic University Arena | 1991-1992 | Falliti durante la stagione, il 15 giugno 1992      |
| Fresno Flames            | Fresno       | Selland Arena                     | 1988      |                                                     |
| Halifax Windjammers      | Halifax      | Halifax Metro Centre              | 1991-1992 | Aderiscono alla National Basketball League nel 1993 |
| Hamilton Skyhawks        | Hamilton     | Copps Coliseum                    | 1992      | Aderiscono alla National Basketball League nel 1993 |
| Illinois Express         | Springfield  | Prairie Capital Convention Center | 1989-1990 | Trasferiti da Chicago prima della stagione 1989     |
| Jacksonville Stingrays   | Jacksonville | Jacksonville Coliseum             | 1992      | Falliti durante la stagione, il 15 giugno 1992      |
| Las Vegas Silver Streaks | Las Vegas    | Thomas & Mack Center              | 1988-1990 | Trasferiti a Nashville dopo la stagione 1991        |
| Memphis Rockers          | Memphis      | Mid-South Coliseum                | 1990-1991 |                                                     |
| Nashville Stars          | Nashville    | Nashville Municipal Auditorium    | 1991      | Trasferiti da Las Vegas prima della stagione 1991   |
| Saskatchewan Storm       | Saskatoon    | Saskatchewan Place                | 1990-1992 |                                                     |
| Vancouver Nighthawks     | Vancouver    | BC Place                          | 1988      |                                                     |
| Winnipeg Thunder         | Winnipeg     | Winnipeg Arena                    | 1992      | Aderiscono alla National Basketball League nel 1993 |
| Worcester Counts         | Worcester    | Worcester Centrum                 | 1989      |                                                     |
| Youngstown Pride         | Youngstown   | Beeghly Center                    | 1988-1992 |                                                     |

### Squadre internazionali
| Squadra           | Provenienza      | Stagioni  | Note |
| Abruzzo All-Stars | Abruzzo          | 1992      |      |
| Bahamas           | Bahamas          | 1992      |      |
| Estonia           | Estonia          | 1992      |      |
| Finlandia         | Finlandia        | 1989-1991 |      |
| Grecia            | Grecia           | 1989-1991 |      |
| Paesi Bassi       | Paesi Bassi      | 1989-1991 |      |
| Italia            | Italia           | 1989-1991 |      |
| Kiev All-Stars    | Kiev             | 1992      |      |
| Norvegia          | Norvegia         | 1989-1991 |      |
| Unione Sovietica  | Unione Sovietica | 1989-1991 |      |

## Albo d'oro
- 1988 -  L.V. Silver Streaks
- 1989 -  Youngstown Pride
- 1990 -  Youngstown Pride
- 1991 -  Dayton Wings
- 1992 -  Dayton Wings (dichiarati campioni dopo il fallimento della lega)